# Indigofera mildrediana
Indigofera mildrediana är en ärtväxtart som beskrevs av Antonio Rocha da Torre. Indigofera mildrediana ingår i släktet indigosläktet, och familjen ärtväxter. Inga underarter finns listade i Catalogue of Life.